# Ulrico Kostner
Ulrico Kostner (Ortisei, 31 gennaio 1946) è un ex fondista italiano.
Ai campionati italiani assoluti di sci di fondo 50 km vinse quattro medaglie d'oro (1968, 1969, 1973 e 1975), cinque medaglie d'argento (1971, 1974, 1977, 1978 e 1979) e una medaglia di bronzo (1976).

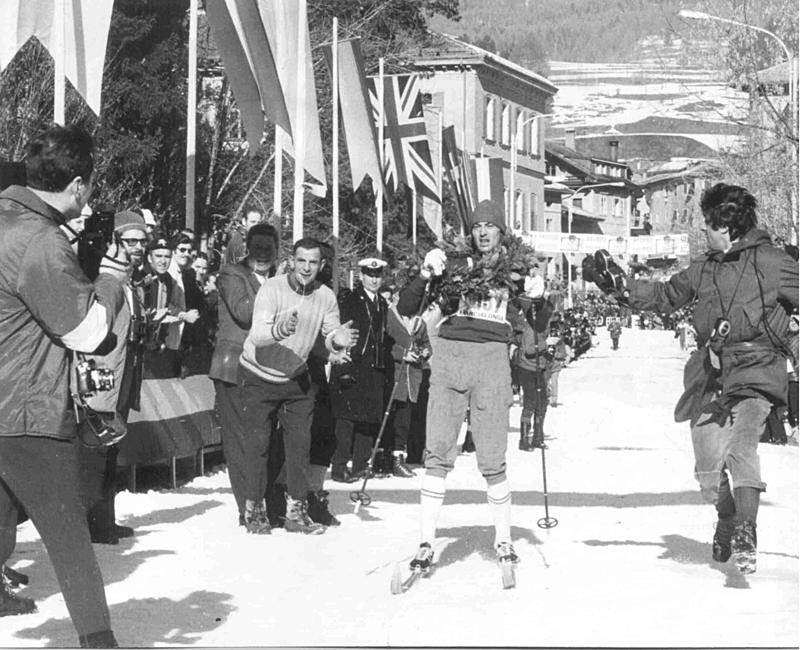
Ulrico Kostner vincitore della prima edizione della Marcialonga nel 1971

Vinse la prima edizione della Marcialonga nel 1971, ripetendo il successo nella settima edizione nel 1978.
Partecipò alle olimpiadi invernali di Sapporo 1972 ed Innsbruck 1976 nella 30 km, 50 km e staffetta 4×10 km: il miglior risultato fu il settimo posto nella staffetta del 1976.